# Mauiulus
Mauiulus is een geslacht van haften (Ephemeroptera) uit de familie Leptophlebiidae.

## Soorten
Het geslacht Mauiulus omvat de volgende soorten:
- Mauiulus aquilus
- Mauiulus luma